# Luigi Macchi

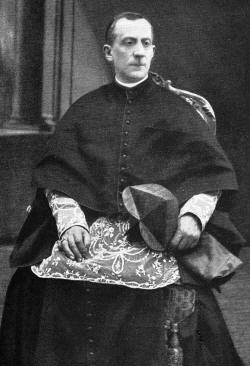
Luigi Kardinal Macchi (1900)

Wappen von Luigi Macchi

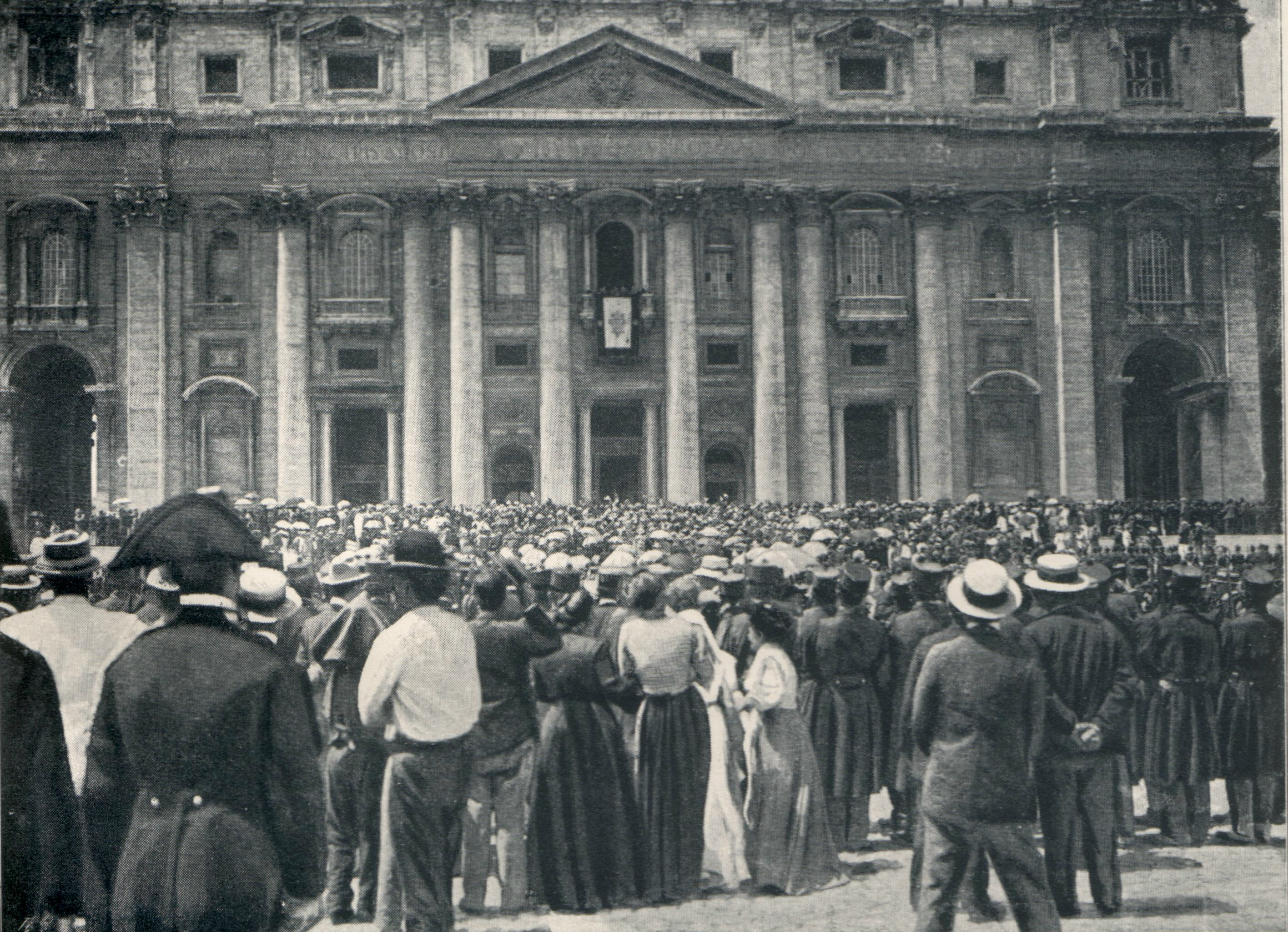
Kardinalprotodiakon Macchi (auf der Mittelloggia von St. Peter) verkündet Papst Pius X., 4. August 1903

Luigi Kardinal Macchi (* 3. März 1832 in Viterbo, Provinz Viterbo, Italien; † 29. März 1907 in Rom) war ein italienischer Geistlicher und Kurienkardinal der katholischen Kirche.

## Leben
Macchi entstammte dem Adelsgeschlecht Macchi und war ein Neffe des einflussreichen Kardinals Vincenzo Macchi (1770–1860). Er studierte an der Universität La Sapienza in Rom und wurde Doktor der Rechtswissenschaften. 1859 erhielt er die Priesterweihe und bekam von Papst Pius IX. den Titel eines päpstlichen Hausprälaten verliehen. Nachdem sein Onkel 1860 verstorben war, übernahm Macchi das Amt des Vizepräsidenten des Hospizes der Diokletianthermen in Rom. Der spätere Kardinaldekan Luigi Amat di San Filippo e Sorso ernannte ihn zu seinem Vikar, danach bekleidete er dasselbe Amt unter Costantino Kardinal Patrizi Naro. Ab 1875 leitete er die Apostolische Kammer. 1886 wurde er Präfekt des Apostolischen Palasts, was er bis zu seiner Kardinalskreierung blieb.
Pius’ Nachfolger Leo XIII. nahm Macchi am 11. Februar 1889 ins Kardinalskollegium auf und ernannte ihn zum Kardinaldiakon von Santa Maria in Aquiro. Ein Jahr später ernannte ihn der Papst zum Kommendatarabt von Subiaco. Er bekleidete verschiedene Ämter an der Kurie und wechselte 1896 auf die Titeldiakonie Santa Maria in Via Lata, zudem wurde er 1896 auch Kardinalprotodiakon. In dieser Eigenschaft verkündete er nach dem Konklave 1903 Papst Pius X., den er bei der Amtseinführung am 9. August 1903 krönte. Nach dem Konklave zog sich der alternde Kardinal aus der Öffentlichkeit zurück. 1904 gab er das Amt des Kommendatarabts von Subiaco auf. Er starb drei Jahre später und wurde in der Kirche Santa Maria in Portico in Rom bestattet.